# Arcangelo Raffaele e Tobiolo (Tiziano)
L'Arcangelo Raffaele e Tobiolo è un dipinto a olio su tavola di Tiziano, databile al 1512-1514 circa e conservato nelle Gallerie dell'Accademia di Venezia.

## Storia
Il dipinto appartiene alla fase giovanile di Tiziano e era stato commissionato per la chiesa veneziana di Santa Caterina. La presenza dello stemma dei Bembo presuppone che il dipinto sia stato commissionato da un membro della famiglia dell’umanista e letterato Pietro Bembo, con cui l'artista ebbe rapporti duraturi. Questa ipotesi, però, non si basa su fatti certi, esiste la menzione, anche se a date un poco più avanzate, di due monache della famiglia Bembo nelle riunioni del convento della chiesa.
Nel 1664 il Boschini descrive il dipinto e ne conferma la presenza nella chiesa, più precisamente su un altare dedicato all'arcangelo Raffaele sul lato destro della stessa.

## Descrizione
Il dipinto raffigura l'episodio biblico, tramandato dal Libro di Tobia, del giovane Tobiolo che incontra l'arcangelo Raffaele, che si propone come guida e che lo accompagnerà luogo la strada. 
L'iconografia, che ricorre nel Quattrocento con una certa frequenza, specie a Firenze ma più di rado a Venezia, è spesso riconducibile alla committenza di famiglie mercantili che, nell'occasione del primo viaggio intrapreso dai membri più giovani, invocavano la protezione dell'arcangelo Raffaele.

## Stile
Il dipinto è generalmente assestato dagli studi nella giovinezza di Tiziano, con una datazione oscillante tra la fine del primo decennio del Cinquecento, a ridosso degli affreschi del Fondaco dei Tedeschi, e i primi anni del secondo decennio.